# SN 1999gw
SN 1999gw – supernowa odkryta 16 grudnia 1999 roku w galaktyce UGC 4881. W momencie odkrycia miała maksymalną jasność 17,80m.